# Tongjiang (Jiamusi)
Die Stadt Tongjiang (chinesisch 同江市, Pinyin Tóngjiāng Shì) ist eine kreisfreie Stadt der bezirksfreien Stadt Jiamusi in der chinesischen Provinz Heilongjiang. Sie hat eine Fläche von 6252 Quadratkilometern und zählt 170.000 Einwohner (2004).

## Administrative Gliederung
Auf Gemeindeebene setzt sich Tongjiang aus vier Straßenvierteln, vier Großgemeinden, vier Gemeinden und zwei Nationalitätengemeinden zusammen. Diese sind:
- Straßenviertel Xinglin (杏林街道);
- Straßenviertel Hexing (和兴街道);
- Straßenviertel Ankang (安康街道);
- Straßenviertel Xingfu (幸福街道);
- Großgemeinde Tongjiang (同江镇);
- Großgemeinde Leye (乐业镇);
- Großgemeinde Sancun (三村镇);
- Großgemeinde Linjiang (临江镇);
- Gemeinde Xiangyang (向阳乡);
- Gemeinde Qinghe (青河乡);
- Gemeinde Jinchuan (金川乡);
- Gemeinde Yinchuan (银川乡);
- Gemeinde Jiejinkou der Hezhen (街津口赫哲族乡);
- Gemeinde Bacha der Hezhen (八岔赫哲族乡).

Im Verwaltungsgebiet Tongjiangs liegen außerdem:
- der Staatsforst Jiejinkou (街津口林场);
- der Staatsforst Yabei (鸭北林场);
- die Staatsfarm Qindeli (勤得利农场);
- die Staatsfarm Qinglongshan (青龙山农场);
- die Staatsfarm Qianjin (前进农场);
- die Staatsfarm Honghe (洪河农场);
- die Staatsfarm Yaluhe (鸭绿河农场);
- die Staatsfarm Nongjiang (浓江农场);
- die Staatsfarm Zhiqing (知青农场);
- die Staatliche Saatzuchtstation (良种场);
- die Staatliche Milchfarm (牛奶场);
- der Staatliche Viehzuchtbetrieb (畜牧场).

## Verkehr
Der Ort ist an das chinesische Eisenbahnnetz angeschlossen und über die Eisenbahnbrücke Tongjiang–Nischneleninskoje mit der Transsibirischen Eisenbahn verbunden. Die Verlegung der Gleise auf der Eisenbahnbrücke zwischen Tongjiang und der russischen Stadt Nishneleninskoje wurde am 17. August 2021 abgeschlossen. Daneben gibt es während der eisfreien Zeit eine Pontonbrücke, im Winter eine Eisstraße über den Amur (Heilong Jiang), wenn er zugefroren ist.